# Каргазы
Каргазы — деревня в Кикнурском районе Кировской области.

## География
Находится на расстоянии примерно 21 км по прямой на юг от райцентра поселка  Кикнур.

## История
Известна с 1891 года, в 1905 в ней (Каргас) отмечено дворов 13 и жителей 72, в 1926 (Каргасы или Марийская) 19 и 92, в 1950 22 и 81, в 1989 проживало 27 человек. Настоящее название утвердилось с 1950 года. В период 2006-2014 годов входила в Цекеевское сельское поселение. С 2014 по январь 2020 года входила в Кикнурское сельское поселение до его упразднения. 

## Население
Постоянное население  составляло 13 человек (мари 92%) в 2002 году, 6 в 2010.